# Aro Tolbukhin - Nella mente di un assassino
Aro Tolbukhin - Nella mente di un assassino (Aro Tolbukhin - En la mente del asesino) è un film del 2002 diretto da Isaac-Pierre Racine, Agustí Villaronga e Lydia Zimmermann.

## Riconoscimenti
- Premio Ariel

2003 - Miglior attrice a Carmen Beato
2003 - Miglior attore a Daniel Giménez Cacho